# Jaljala (Parbat)
Pour les articles homonymes, voir Jaljala.
Jaljala (en népalais : जलजला) est une municipalité rurale du Népal située dans le district de Parbat. Au recensement de 2011, elle comptait 21 454 habitants.
Elle regroupe les anciens comités de développement villageois de Baskharka, Mallaj Majhphant, Lekhphant, Salija, Dhairing, Nagliwang et Banau.